# Anzeling
Anzeling település Franciaországban, Moselle megyében. Lakosainak száma 480 fő (2022. január 1.). Anzeling Chémery-les-Deux, Freistroff, Gomelange, Hestroff és Holling községekkel határos.

## Népesség
A település népességének változása:
| Lakosok száma | 309  | 309  | 366  | 452  | 523  | 516  | 521  | 527  | 511  | 480  |
|               | 1968 | 1982 | 1990 | 2006 | 2013 | 2015 | 2017 | 2019 | 2020 | 2022 |